# Philippe Robert

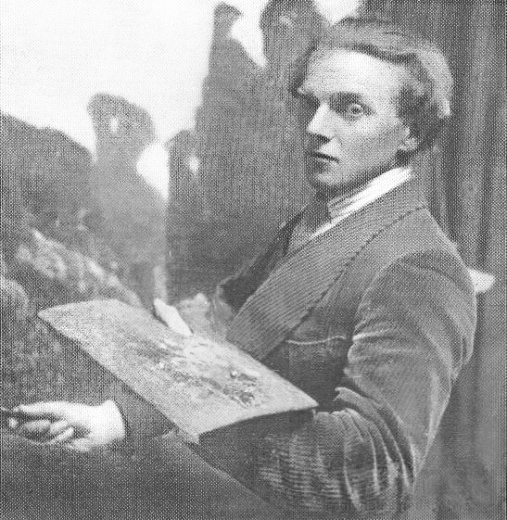
Portrait von Philippe Robert, um 1910

Jean Philippe Édouard Robert (* 30. April 1881 in Biel/Bienne; † 22. Juni 1930 in Büren an der Aare) war ein Schweizer Maler.

## Leben und Wirken

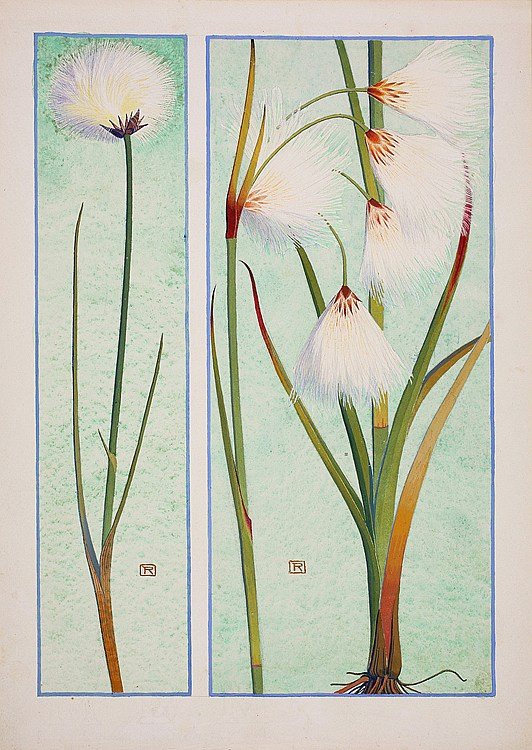
Illustrationen für «La flore alpine», 1908

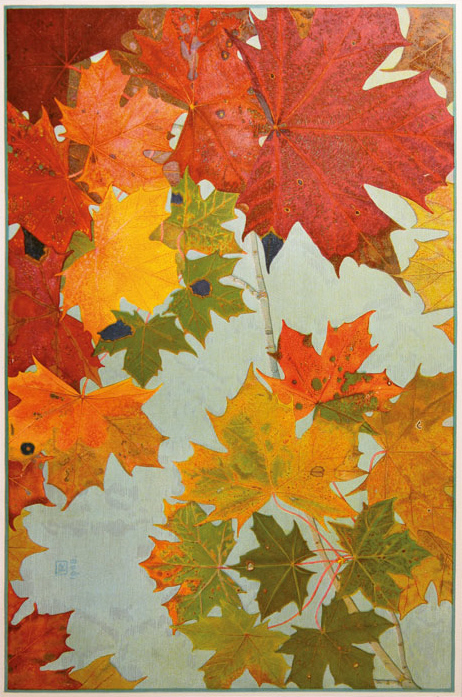
Farbtafel aus «Feuilles d’automne», 1909

Philippe Robert war ein Sohn von Berthe de Rutté (1857–1938) und Paul Robert. Dieser war – wie auch sein Grossvater Aurèle, sein Grossonkel Léopold sowie seine Brüder Théophile und Paul-André Robert – ebenfalls Maler.
1905 brach Philippe Robert sein Theologiestudium ab, das er in Genf, Lausanne und Berlin absolviert hatte und beschloss, sich ganz der Malerei zu widmen. Zwischen 1905 und 1907 bereiste er Deutschland, Holland und Frankreich; zwischen 1920 und 1924 besuchte er England, Griechenland und Ägypten.
Im Verlauf seiner künstlerischen Laufbahn beschäftigte sich Robert mit Landschafts- und Wandmalerei. 1922 malte er sein erstes monumentales Wandgemälde. Im Jahr darauf gestaltete er den Wartsaal im Bahnhof Biel. Zunächst wurde nur eine Wand mit «Der Stundentanz» bemalt. Unter anderem, um die Faszination der Thematik zu erfassen, beschloss er, alle vier Wände zu bemalen. Dementsprechend folgten die Fresken «Die Lebensstufen», «Die Jahreszeiten» sowie «Zeit Ewigkeit».
Robert malte vor allem in seiner ersten Schaffenszeit zahlreiche Bilder von Jura- und Alpenblumen sowie von Herbstblättern, Tierstudien und Landschaftsgemälde. In späteren Reihen malte er zahlreiche Portraits von Erwachsenen und Kindern.
Seine Werke können sowohl dem Naturalismus wie auch dem Jugendstil zugeordnet werden. In den späteren 1920er Jahren arbeitete er häufig mit dem Stilmittel der Allegorie.
Im Oktober 1927 verfasste Robert einen 38 Seiten langen Aufsatz über Leben und Werk seines wenige Jahre zuvor verstorbenen Vaters Léo-Paul Robert mit dem Titel Le Peintre L. Paul Robert. Souvenirs et appréciations par l’un de ses fils (dt. Der Maler L. Paul Robert. Erinnerungen und Bewertungen durch einen seiner Söhne), der im «Bieler Jahrbuch 1928» mit einigen Abbildungen abgedruckt wurde.
Philippe Robert wurde nur 49 Jahre alt. Er verunglückte am 22. Juni 1930 bei einem Badeunfall in der Alten Aare bei Meienried tödlich. Er hinterliess seine Ehefrau Marthe Gagnebin und fünf Kinder.

## Würdigung

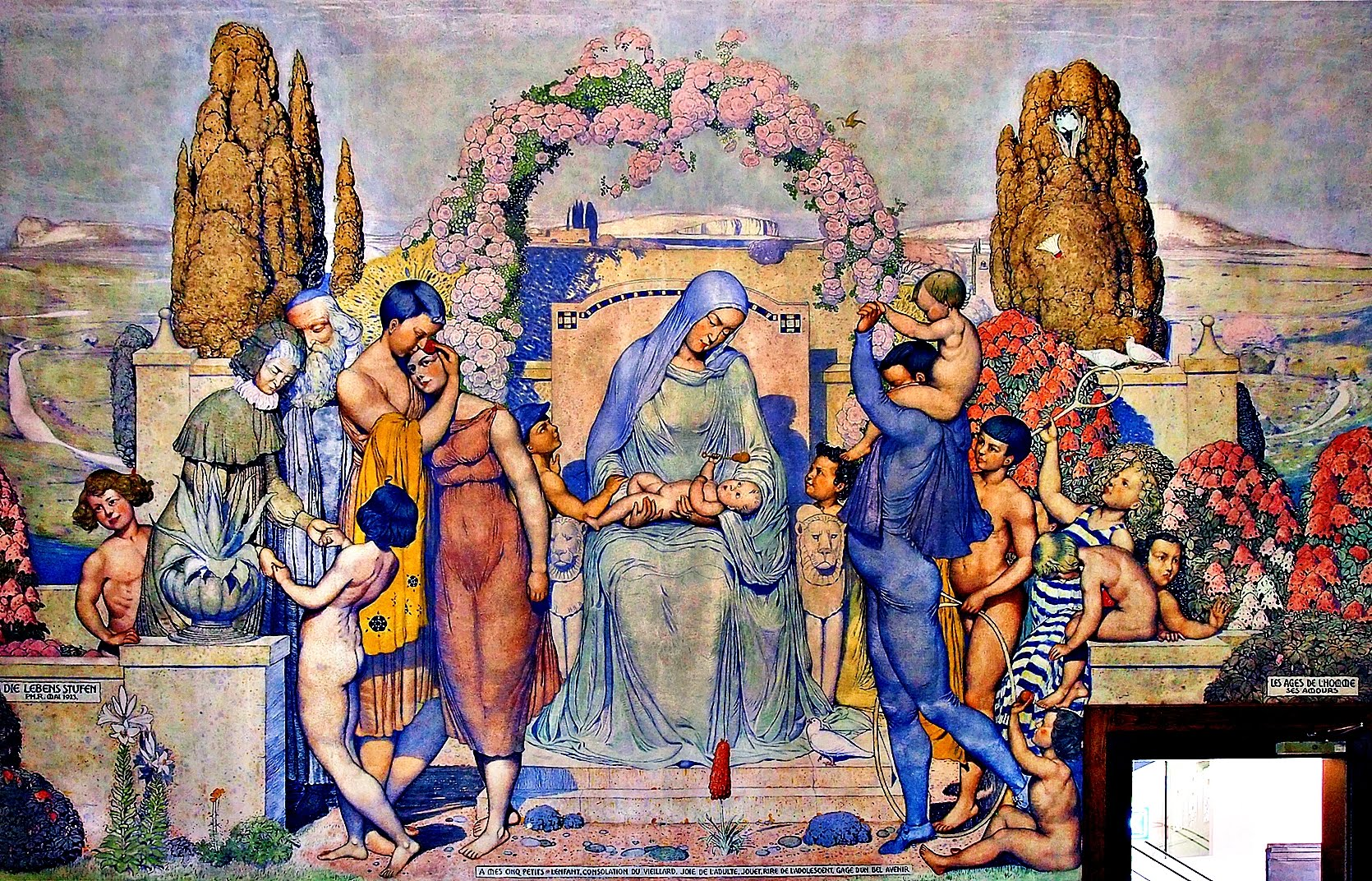
«Die Lebensstufen», Fresko im Bahnhof Biel, 1923

Im Neuen Museum Biel (bis 2011 «Museum Neuhaus») sind Bilder aus der 3000 Werke umfassenden Sammlung der Stiftung Robert ausgestellt, darunter auch zahlreiche Werke von Philippe Robert.

## Werke (Auswahl)
- 1912: Sommerliche Seeuferpartie, Pastell
- 1917: Le pin à Tivoli, Öl auf Holz
- 1919: Lesendes Mädchen, Öl auf Leinwand
- 1920: Le Temple de Poséidon, Cape Sounion, Öl auf Holz
- 1924: Le Caire, l’Universite d’el Azhar, Öl auf Leinwand
- 1926: Marguerite Marchand und ihre kleine Tochter auf einem Sofa sitzend, Öl auf Leinwand
- 1927: La Thièle et l’Ile de St. Pierre, Öl auf Karton
- 1929: Au lac de Bienne – le chemin des Payens, Öl auf gröberer Leinwand